# Metallica Through the Never
Metallica Through the Never – amerykański film fabularny z 2013 roku w reżyserii Nimróda Antala.
Ścieżka dźwiękowa do tego filmu, wydana w 2013 na dwóch płytach CD, uzyskała w Polsce status złotej płyty.

## Fabuła
W czasie koncertu Metalliki członek ekipy koncertowej, Trip, dostaje zadanie polegające na odebraniu ważnej przesyłki. Z pozoru łatwa sprawa staje się dla niego niewykonalną misją.

## Obsada
- Dane DeHaan jako Trip
- James Hetfield jako  on sam
- Lars Ulrich jako on sam
- Kirk Hammett jako on sam
- Robert Trujillo jako on sam
- Kyle Thomson jako Rider
- Toby Hargrave jako duży mężczyzna
- Mackenzie Gray jako wysoki mężczyzna

i inni

## Produkcja
Pierwotnie reżyserem filmu miał być Anton Corbijn, jednak musiał on odmówić z powodu realizowanego przez niego w tym samym okresie filmu Bardzo poszukiwany człowiek  (A Most Wanted Man).